# Fejzi Bej Alizoti
Fejzi Bej Alizoti (1874-1945) un homme politique albanais politique, Premier ministre de l'Albanie en 1914. 
Alizoti a été ministre des Finances de l'Albanie en 1918-1920, 1927 et au cours de l'occupation italienne, dans le gouvernement de Shefqet Verlaci, du 12 avril 1939 à 1940.